# 8266 Бертеллі
8266 Бертеллі (8266 Bertelli) — астероїд головного поясу.
Тіссеранів параметр щодо Юпітера — 3,556.